# Wharton School
La Wharton School est l'une des écoles de commerce les plus prestigieuses au monde. Fondée en 1881, elle est l’une des composantes de l'université de Pennsylvanie, une université privée membre de la Ivy League, un regroupement de huit universités d’élites de la côte Est des États-Unis. Elle compte parmi ses alumnis des figures telles que Elon Musk (DG de Tesla), Sundar Pichai (DG de Google) et Donald Trump (45e et 47e président des États-Unis).
Le programme MBA de La Wharton School est classé no 1 dans le monde selon le Financial Times et no 1 aux États-Unis selon le classement 2024 de l'U.S. News & World Report. Le Executive MBA de Wharton et les programmes de premier cycle sont classés respectivement n° 2 et n° 1 aux États-Unis par U.S. News & World Report,. Les diplômés du MBA de Wharton ont un salaire de base median de 175 000 $ pour la première année, primes non comprises, parmi les plus élevées de toutes les écoles de commerce d’élite aux États-Unis.

## Histoire

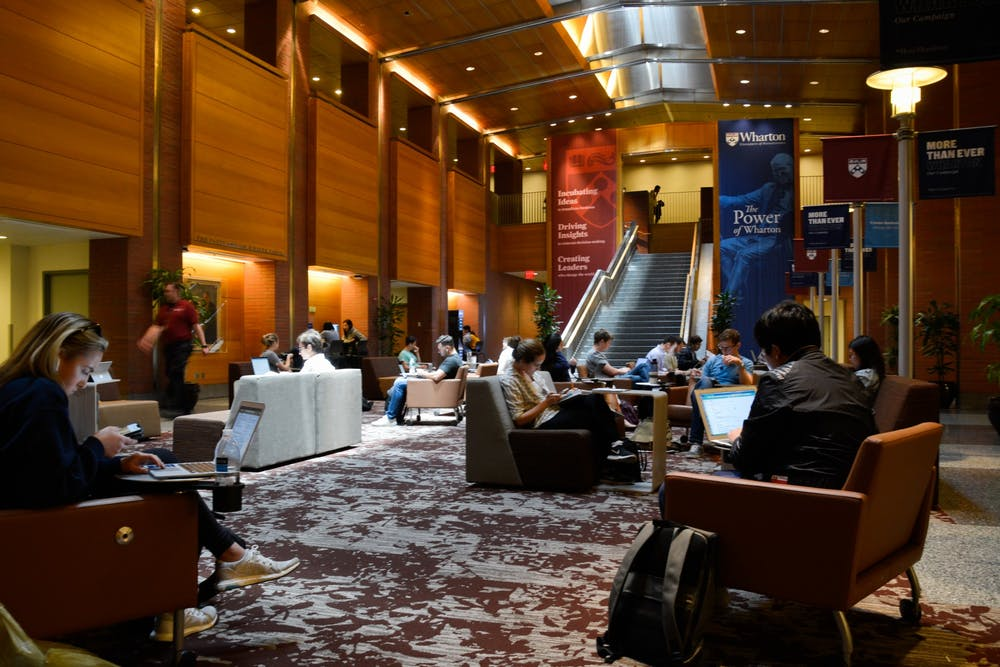
Huntsman Hall, entrée de la Wharton School.

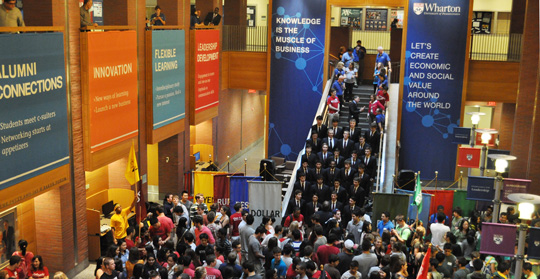
Wharton School, cohorte d'étudiants de premier cycle, en 2013.

La Wharton School est fondée en 1881 par Joseph Wharton, un industriel et entrepreneur américain. Comme le rappelle l’universitaire Adrien Jean-Guy Passant, avant de fonder son école, Joseph Wharton voyage en Europe pour en visiter les meilleures écoles de commerce et s’en inspirer. Il est d’ailleurs vraisemblable – mais non certain – qu’il ait visité en 1873 l’École supérieure de commerce de Paris (fondée en 1819).
Dès la fondation de l'école, il a défini que son objectif était « de fournir aux jeunes hommes des moyens spéciaux de formation et d'instruction correcte dans les connaissances et dans les arts de la finance et de l'économie modernes, tant publiques que privées, afin que, étant bien informés et libres de toute illusion sur ces sujets importants, ils puissent soit servir la communauté avec habileté aussi bien que fidèlement dans des bureaux de confiance, soit, en restant dans la vie privée, gérer prudemment leurs propres affaires et aider à maintenir une bonne moralité financière : en bref, de mettre en place des moyens de dispenser une éducation libérale dans toutes les questions relatives aux finances et à l’économie » . L'école a été rebaptisée Wharton School of Finance and Commerce, en 1902, et a officiellement changé son nom en simplement Wharton School en 1972.
Wharton est la plus ancienne école de management des États-Unis et aujourd'hui, l'une des écoles de management les plus réputées au monde. Les classements annuels des programmes MBA placent chaque année l'école parmi les premières places du peloton mondial.

## Formations
La Wharton School offre une large gamme de formations dans le domaine du management des entreprises et en particulier :
- Un programme « undergraduate », qui dure quatre années scolaires après l'équivalent du baccalauréat.
- Le programme MBA, qui dure 2 ans et s'adresse principalement à des jeunes professionnels de 25 à 30 ans en moyenne, ayant déjà un premier diplôme d'étude supérieure.
- Le programme Executive MBA qui s’adresse principalement aux cadres d’entreprises.
- Une école doctorale comptant 24 centres de recherche. Les doctorants ont neuf domaines de recherche possibles et à l'issue se voient décerner un PhD.

Ces programmes comptent plus de 4 600 étudiants. À cela s'ajoute plus de 8 000 participants par an aux programmes exécutifs qui s'adressent à des professionnels confirmés.

## Corps professoral
Il compte 280 professeurs et membres associés répartis dans les onze départements académiques suivant :
- Comptabilité
- Finance
- Assurance et gestion des risques
- Juridique et déontologie
- Management
- Marketing
- Opération et systèmes d'information
- Immobilier
- Statistiques
- Business et politiques publiques
- Gestion de la santé

## Alliance
La Wharton School a conclu une alliance avec l'INSEAD pour assurer un leadership global dans le domaine de la formation en management. Cette alliance se traduit par plusieurs initiatives telles l'établissement d'un centre commun pour la recherche globale et le développement[source insuffisante].

## Classements académiques
Le MBA de la Wharton School fait partie des plus réputés du monde :
| Palmarès MBA                         | Palmarès MBA | Palmarès MBA |
| Nom                                  | Monde        | National     |
| ------------------------------------ | ------------ | ------------ |
| U.S. News & World Report (2024/2025) | 1            | 1            |
| QS (2024)                            | 2            | 2            |
| The Economist (2022)                 | 2            | 2            |
| Financial Times (2024)               | 1            | 1            |
| Poets&Quants MBA ranking (2023)      | 1            | 1            |

## Personnalités liées à l'établissement

### Étudiants

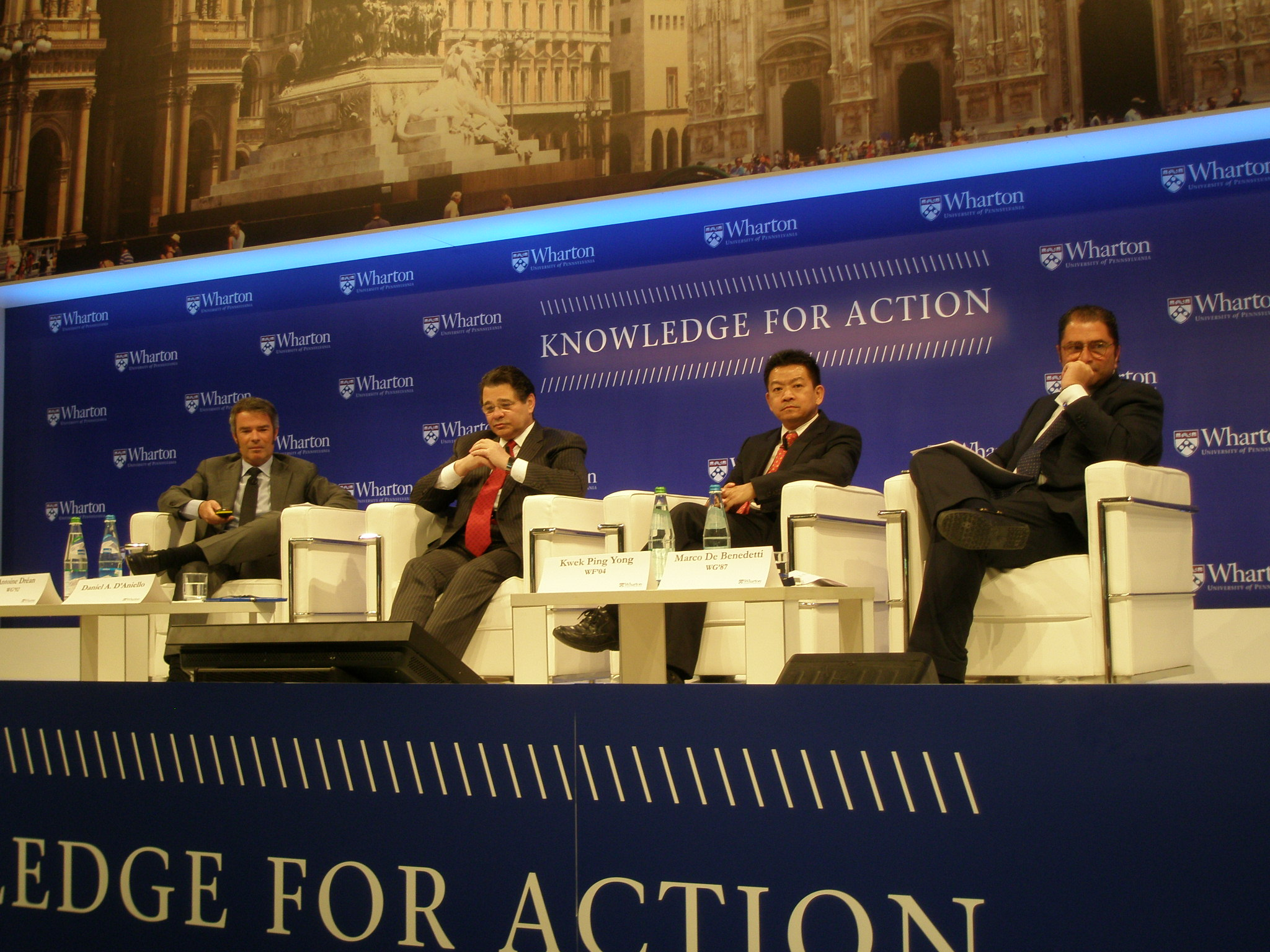
Alumni au Forum Global de Wharton.

Elle compte plus de 100 000 anciens étudiants répartis dans 153 pays. Parmi eux :
- Warren Buffett
- Elon Musk
- Sundar Pichai
- Ruth Porat
- Ivanka Trump
- Donald Trump
- Carol Roth
- Alassane Ouattara
- Robert S. Kapito (cofondateur de BlackRock)
- Anil Ambani
- Alex Gorsky
- Raymond Pace Alexander